# Austrolimnophila linae
Austrolimnophila linae là một loài ruồi trong họ Limoniidae. Chúng phân bố ở miền Australasia.